# 242 TCN
242 TCN là một năm trong lịch La Mã.